# 小笠原長忠
小笠原 長忠（おがさわら ながただ）は、鎌倉時代中期の信濃国の武将。鎌倉幕府御家人。小笠原氏3代当主。小笠原長経の子。松尾長忠とも称される。

## 人物
父の長経は承久の乱で功績を挙げ、阿波守護職を得たもの、後に弟（子で長経の父の長清の養子とも）の小笠原長房に守護職を譲り、自身は信濃に帰国し、伊那郡伊賀良荘の松尾の地に居住した。長房の子孫は阿波小笠原氏となる。小笠原家の家譜によると長忠は松尾で生まれたとされる。兄の長村は宝治合戦で三浦氏方につき、敗れて逐電した。
長忠とその子の長政の時代、信濃において幕府から重用されたのは小笠原氏の嫡家である伴野氏（長清の子の伴野時長が祖）であったが、霜月騒動で姻戚関係にあった安達氏に連座して伴野長泰が殺害されるなど没落したため、長忠の孫で長政の子の長氏に惣領の座が復帰した。
これに対して、近年の研究においては、長房が長経の嫡男で長忠は三男（長房と長経の兄弟関係が反対である）と考えられている。また、信濃の小笠原氏の所領は伴野氏が押さえており伊賀良荘も鎌倉幕府滅亡時に討幕の恩賞として北条氏から小笠原氏に移ったこと、更に長政が六波羅探題の評定衆に任ぜられていた事実が確認されることから、長忠から長氏までの系統が信濃ではなく京都に根拠を持っていたと推定されている。
長氏の子孫は室町時代には信濃守護を務め（信濃小笠原氏）、江戸時代には小倉藩など、譜代大名として遇されることとなる。